# Mollabayramli (Kelbajar)
Mollabayramli est un village de la région de Kelbajar en Azerbaïdjan.

## Histoire
Le nom ancien du village était Ali Bayramli.
En 1993-2020, Mollabayramli était sous le contrôle des forces armées arméniennes. Le 25 novembre 2020, sur la base d'un accord trilatéral entre l'Azerbaïdjan, l'Arménie et la Russie en date du 10 novembre 2020, la région de Kelbajar, y compris le village de Mollabayramli, a été restituée sous le contrôle de l'Azerbaïdjan. 

## Sources
Dayirman boulaghi, Sahang boulaghi, Gulsanam boulaghi, Sari boulag, İsgandarin boulaghi, Tourchsou, Tchinguilli boulag, Ganolan boulaghi, Koraboulag, Hasan boulaghi, Chahhuseyn boulaghi, Hamza boulaghi, Tchakhmagdachin boulaghi, etc.